# اوتوبرون
اوتوبرون (به آلمانی: Ottobrunn) یک شهر در آلمان است که در منطقه مونیخ واقع شده‌است.

## خصوصیات
اوتوبرون ۵٫۲۳ کیلومترمربع مساحت دارد ۵۵۷ متر بالاتر از سطح دریا واقع شده‌است.

## خواهرخوانده
شهرهای Nauplion، Margreid an der Weinstraße و ماندلیو لنپول خواهرخوانده‌های اوتوبرون هستند.